# لیانیانگانگ
لیانیانگانگ (به لاتین: Lianyungang) یک شهر مرکزی در جمهوری خلق چین است که در جیانگسو واقع شده‌است.

## خصوصیات
لیانیانگانگ ۷٬۴۴۴ کیلومترمربع مساحت و ۴٬۸۲۲٬۳۰۰ نفر جمعیت دارد.

## خواهرخوانده
شهرهای City of Greater Geelong، موکپو، نیپیر، ولژسکی، استان ولگوگراد و جیلان (استرالیا) خواهرخوانده‌های لیانیانگانگ هستند.